# ایندین هاربر بیچ (فلوریدا)
ایندین هاربر بیچ (به انگلیسی: Indian Harbor Beach) شهری در شهرستان بریوارد ایالت فلوریدا است که در سال ۱۹۵۵ بنیان‌گذاری شده‌است. این شهر طبق سرشماری سال ۲۰۱۰ میلادی، ۸٬۲۲۵ نفر جمعیت داشته و مساحت آن نیز ۶٫۸ کیلومتر مربع است.